# Встречный булинь
Двойной булинь в скалолазании — узел для привязывания, которым скалолазы привязывают страховочную систему к альпинистской верёвке для самостраховки.

## Способ завязывания

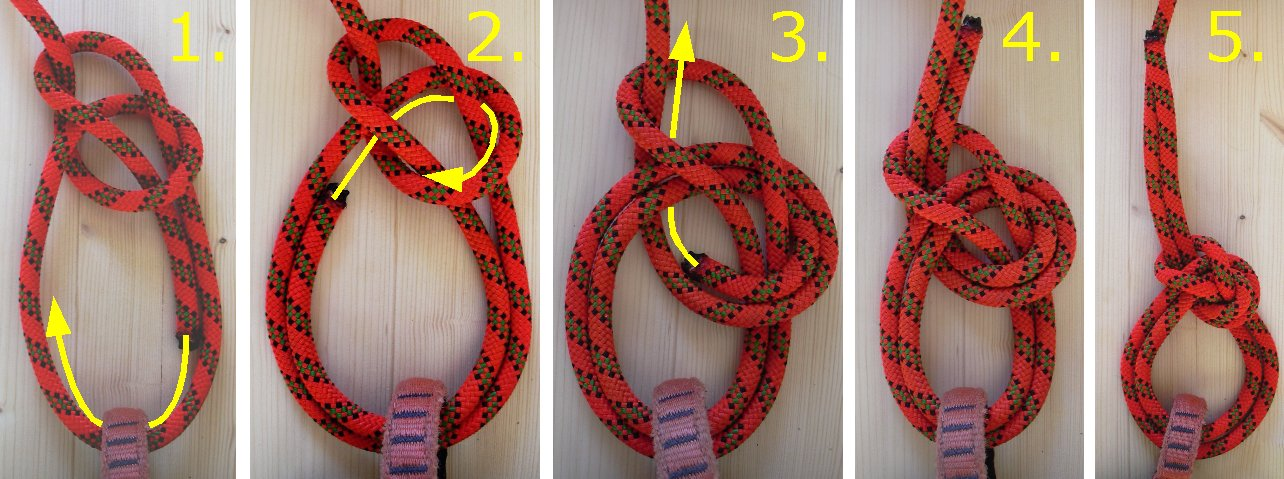

Существуют несколько способов завязывания двойного булиня:
- Верёвку ввязывают в страховочную систему скалолаза. Завязывание состоит из трёх этапов[3]:

1. Завязать булинь с более длинным ходовым концом, чем обычно.
2. Повторить ходовым концом рисунок булиня.
3. Завязать контрольный узел ходовым концом верёвки на коренном.

- Также возможен вариант завязывания двойного булиня глухой петлёй лентой из материала «дайнима». Преимуществом данного способа является возможность регулирования петли и таким образом удлинения или уменьшения длины страховки.

1. Продеть конец петли через кольцо страховочной системы.
2. Сделать колы́шку на коренном конце петли и продеть ходовой конец петли.
3. Вдеть коренной конец петли внутрь ходового конца петли и затянуть узел «двойной булинь».

## Признаки
Плюсы

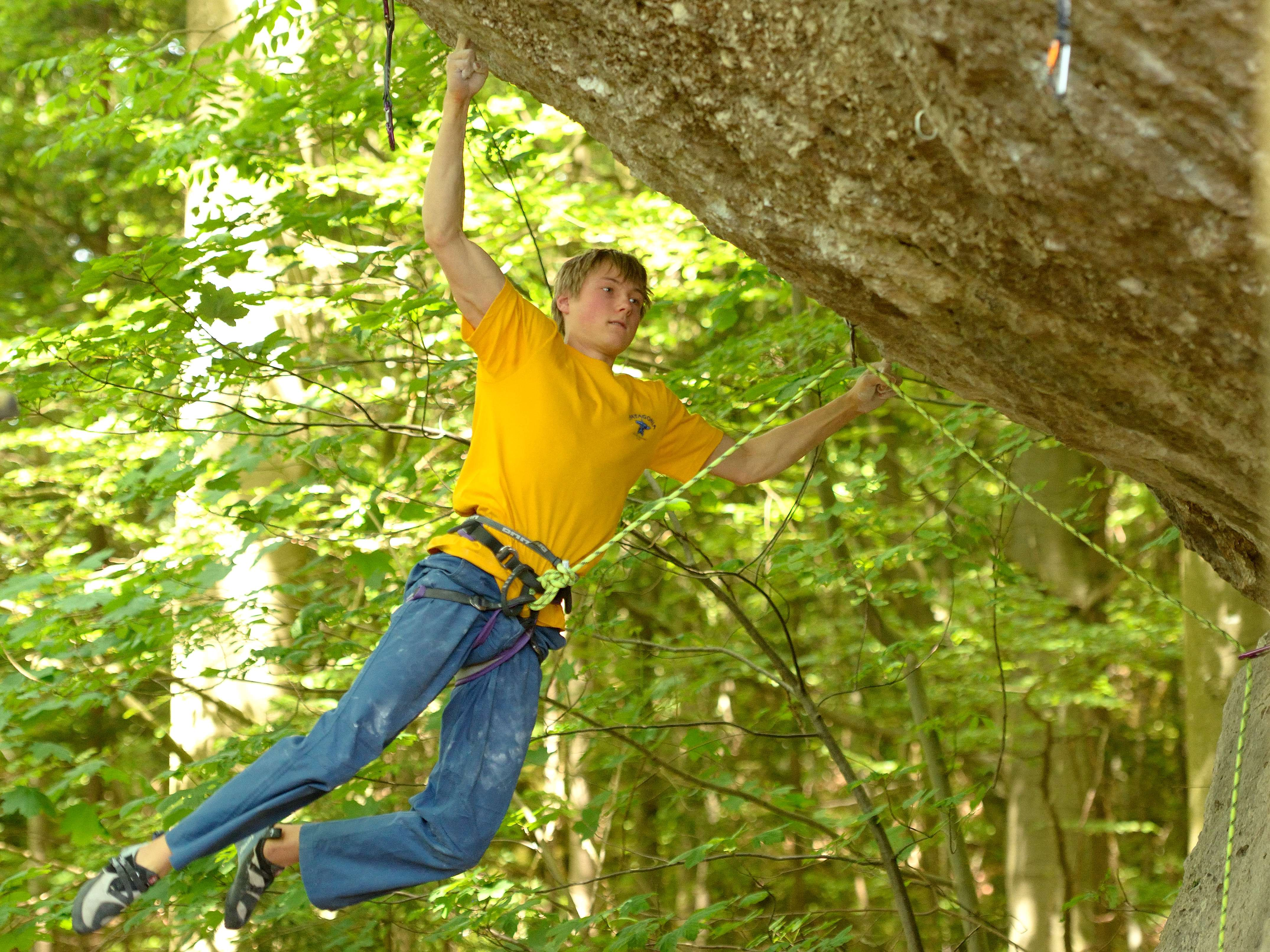
Двойной булинь с контрольным («скользящим простым») узлом, который завязан на страховочной системе скалолаза

- Легко развязывать после приложенной нагрузки
- Может быть использован в качестве амортизатора рывка[4]

Минусы
- Сложно завязывать
- Легко ошибиться при завязывании
- Большой расход верёвки для завязывания узла
- Трудно контролировать правильность завязывания узла у напарника
- Развязывается сам при «переменных» нагрузках
- Наличие контрольного узла — обязательно

## Применение
В скалолазании
- Узел применяют преимущественно в скалолазании, так как его легко развязывать после многих срывов. Узел в альпинизме не применяют[1][5]

## Булини
- Беседочный узел
- Голландский булинь
- Полуторный булинь
- Водный булинь
- Двойной булинь
- Бегущий булинь
- Два встречных беседочных узла[фр.]
- Двойной беседочный узел
- Тройной булинь[англ.]
- Встречный булинь
- Двойной беседочный узел
- Португальский булинь
- Испанский булинь
- Казачий узел
- Калмыцкий узел
- Эскимосский булинь
- Односторонняя восьмёрка